# Гамогма-Пирвели-Хорга
Гамогма-Пирвели-Хорга (груз. გამოღმა პირველი ხორგა) — село в Грузии, на территории Хобского муниципалитета края (мхаре) Самегрело-Верхняя Сванетия.

## География
Село находится в западной части Грузии, на правом берегу реки Хоби, на расстоянии приблизительно 3 километров (по прямой) к юго-западу от города Хоби, административного центра муниципалитета. Абсолютная высота — 7 метров над уровнем моря.

## Население
По результатам официальной переписи населения 2014 года, в Гамогма-Пирвели-Хорге проживал 601 человек (306 мужчин и 295 женщин). В национальной структуре населения грузины составляли 99,7 %, русские — 0,3 %.
| Год  | Население, человек |
| ---- | ------------------ |
| 2002 | 788                |
| 2014 | ↘ 601              |